# 印度特伦甘纳共产党
印度特伦甘纳共产党（英語：Telangana Communist Party of India，缩写为TCPI）是印度特伦甘纳邦的一个共产主义政党。该党的领袖是S. Venkat Swamy。该党曾长期致力于将特伦甘纳地区从安得拉邦分离出来，使之成为一个独立的邦。